# Mikko Oivanen
Mikko Oivanen (* 26. Mai 1986 in Huittinen) ist ein finnischer Volleyball-Spieler.
In Finnland und der Türkei spielte er mit seinen Mannschaften in den vorderen Plätzen der 1. Liga. Als Spiker und Outside Hitter der finnischen Nationalmannschaft ist er häufig Topscorer bei den Finnen. Das erste seiner 58 Länderspiele in der finnischen A-Mannschaft (Stand: 30. Mai 2010) war ein Spiel gegen die deutsche Nationalmannschaft am 3. Juni 2005 in Tampere. Auch sein Zwillingsbruder Matti ist finnischer Volleyballnationalspieler.